# Национальный архив (Бразилия)
Национальный архив Бразилии — центральный элемент системы управления файлами (SIGA) в Бразилии. 
Был создан 2 января 1838 года и имеет штаб-квартиру в Рио-де-Жанейро. Согласно Закону об архивах (Закон 8.159) от 8 января 1991 года, он обязан организовывать, хранить, сохранять, предоставлять доступ и разглашать документальное наследие федерального правительства, обслуживающего государство и граждан.
Коллекция Национального архива содержит 55 км текстовых документов; 2240 000 фотографий и негативов; 27 000 иллюстраций, мультфильмов; 75 000 карт и планов; 7000 дисков и 2000 магнитных звуковых лент; 90 000 рулонов плёнки и 12 000 видеокассет. Он также имеет библиотеку, специализирующуюся на истории, архивах, информатике, административном праве и государственном управлении, в которой находится около 43 000 книг и книг, 900 газет и 6300 редких произведений.